# Frankfurter Bank

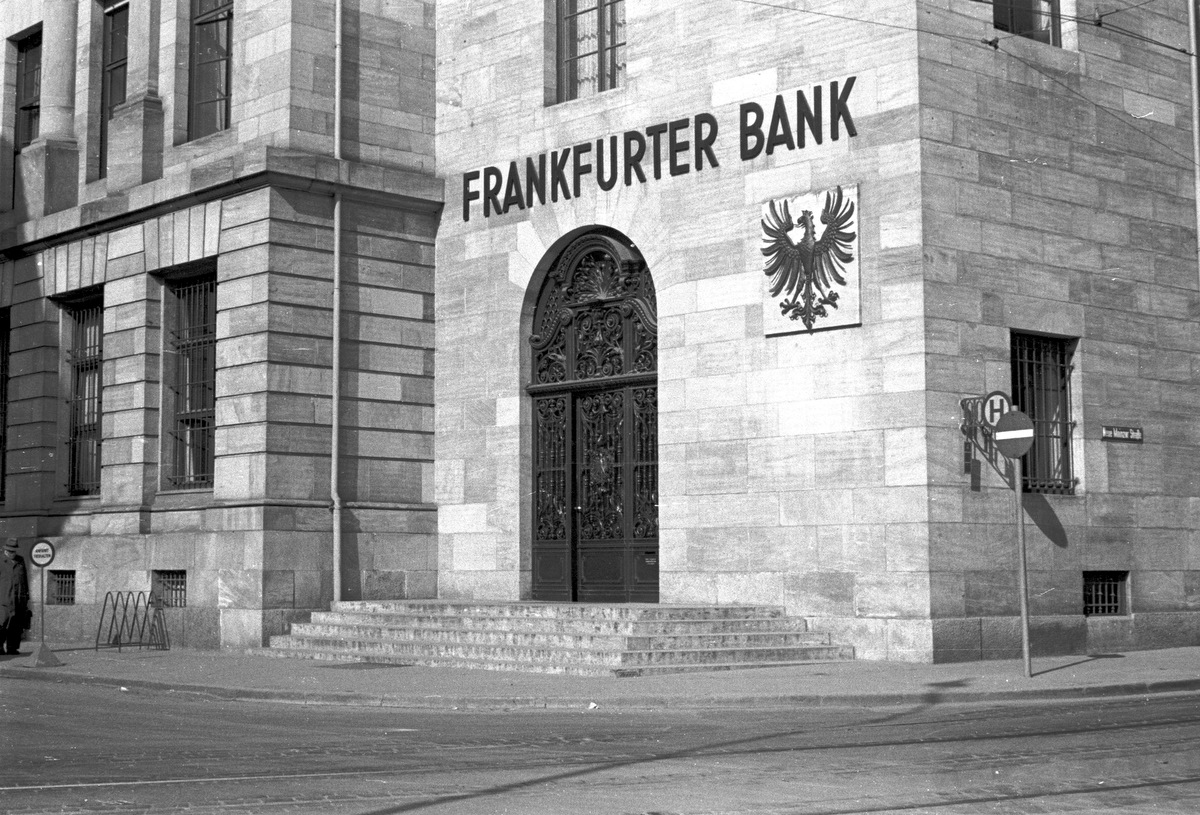
Hauptsitz der Frankfurter Bank in den 1950er Jahren

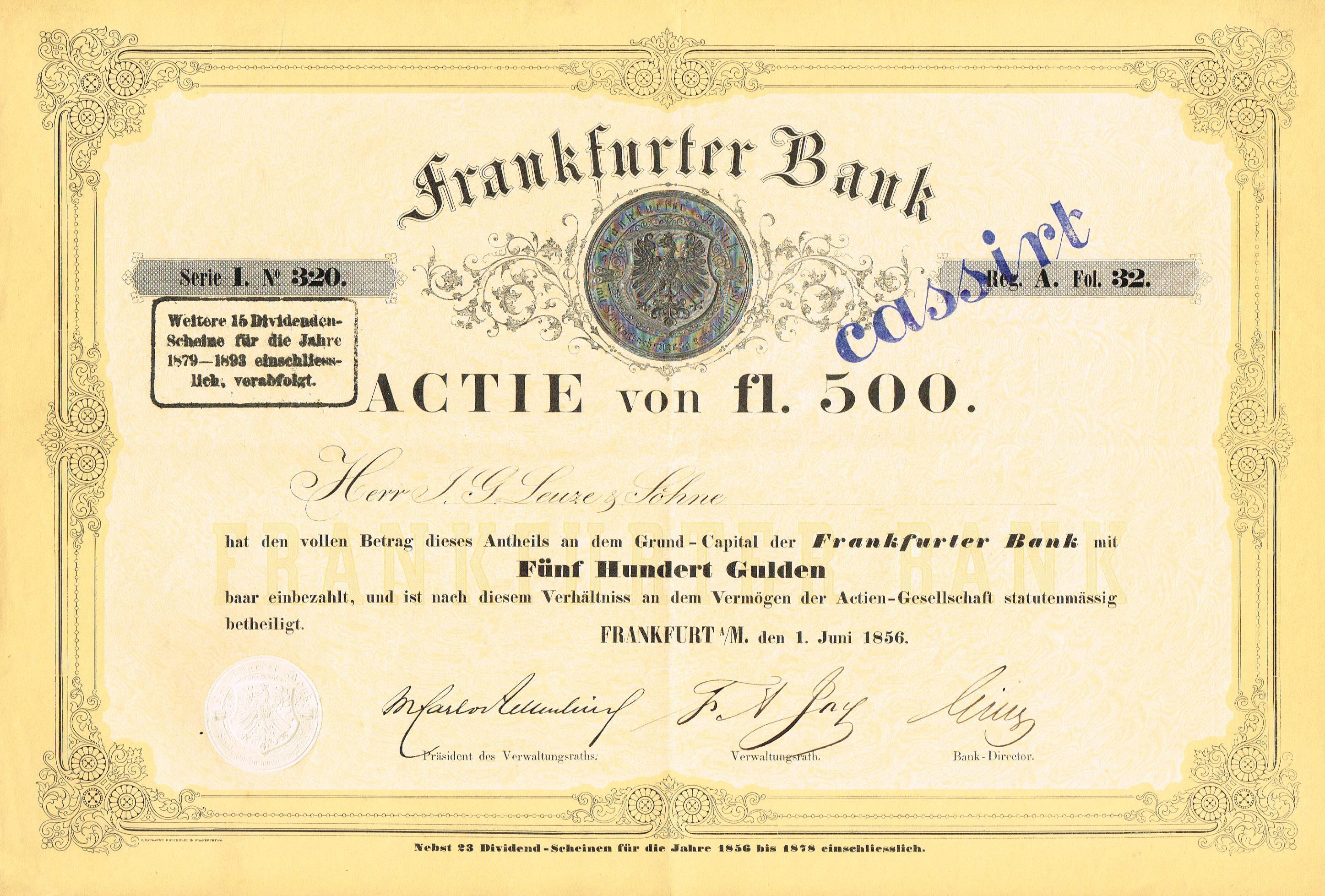
Aktie über 500 Gulden der Frankfurter Bank vom 1. Juni 1856; Gründeraktie

Die Frankfurter Bank wurde 1854 als Privatnotenbank der Freien Stadt Frankfurt gegründet. Später konzentrierte sie sich auf die Vermögensverwaltung, ehe ab 1948 das Kreditgeschäft dominierte. 1970 fusionierte die Frankfurter Bank mit der Berliner Handels-Gesellschaft zur BHF-Bank. Dies war der bis dato größte Bankenzusammenschluss der deutschen Nachkriegsgeschichte.

## Geschichte

### Notenbank
Bereits 1853 erteilte die Stadt Frankfurt einer Gruppe von Privatbankiers, darunter die Gebrüder Bethmann, Johann Goll & Söhne, B.H. Goldschmidt  und D. & J. de Neufville, die Genehmigung zur Gründung der Frankfurter Vereinskasse für den bargeldlosen Zahlungsverkehr. Als wenige Wochen später im benachbarten Darmstadt die „Bank für Handel und Industrie“ (später einfach Darmstädter Bank genannt) mit Notenprivileg in der Rechtsform einer Aktiengesellschaft gegründet wurde, sah sich der Rat der Stadt Frankfurt veranlasst, ebenfalls ein Institut mit umfassenderen finanzpolitischen Aufgaben zuzulassen. Dementsprechend ergriffen Peter Karl Grunelius, Mayer Carl von Rothschild und anderen führenden Privatbankiers Frankfurt die Initiative zur Gründung einer Frankfurter Privatnotenbank auf Aktienbasis.
Daraufhin gewährte der Senat der Stadt Frankfurt am 11. April 1854 den Bankhäusern Grunelius & Co. und M. A. von Rothschild & Söhne, sowie der Frankfurter Vereinskasse eine entsprechende Konzession zur Gründung der Aktiengesellschaft Frankfurter Bank, später einfach Frankfurter Bank genannt. Diese übernahm die Frankfurter Vereinskasse und deren Geschäftssitz in der Münzgasse 2 unmittelbar neben dem Frankfurter Rathaus, Römer genannt. Der Leiter der neuen Bank wurde Wilhelm Isaac Gillé (1805–1873), der schon Direktor der Frankfurter Vereinskasse gewesen war. Peter Carl Grunelius, Mayer Carl von Rothschild, Philipp Christian Wilhelm Donner, Jacob Rigaud und Jacob Carl de Bary bildeten das erste Bank-Comité (Aufsichtsrat). Im Rahmen des Börsengangs wurden 20.000 Aktien à 500 Gulden ausgegeben, das Gründungskapital betrug damit 10 Millionen Gulden. Die Aktienemission wurde vielfach überzeichnet.
Da die Frankfurter Bank von der Stadt Frankfurt das Recht erhalten hatte, als Notenbank Gulden süddeutscher Vereinswährung auszugeben, sollte sie in ihren geschäftlichen Aktivitäten sehr solide sein und sich von Risiken fernhalten. Das Depositen- und Kreditgeschäft war ihr deshalb nicht erlaubt. Die Bank stieg bald zu einer der führenden Banken Süddeutschlands auf und wurde eine der bedeutendsten Geldausgleichsstellen zwischen Nord- und Süddeutschland. Die Frankfurter Bank stieg bis zum Jahr 1870, kurz vor Gründung des Deutschen Reiches, zur drittgrößten von insgesamt 33 Notenbanken im späteren Reichsgebiet auf. Ihre Banknoten wurden bei Dondorf & Naumann gedruckt.

### Vermögensverwaltungsbank
Die Vereinheitlichung der Währungsverhältnisse durch die Gründung der Reichsbank im Jahr 1875 schränkte die Frankfurter Bank als private Notenbank in ihrer ursprünglichen Aufgabe stark ein. Sie durfte nur noch Banknoten mit einem Nennwert von 100 Mark und mehr ausgeben. Die neuen Gesetzesregelungen erlaubten andererseits die Annahme von verzinslichen Einlagen, in denen die Bank in den folgenden Jahren einen Ersatz für die geschrumpfte Notenausgabe fand.
Die fortschreitenden Einschränkungen der Notenemission durch die Reichsbank veranlassten die Frankfurter Bank im Jahr 1901, ihr Notenprivileg aufzugeben. Zugleich wurde ihr vom preußischen Staat, zu dem Frankfurt seit 1866 gehörte, das Privileg der Mündelsicherheit verliehen, das bis zum Ende des Zweiten Weltkrieges die Basis ihrer Geschäftstätigkeit bildete. Die Mündelsicherheit besagte, dass die Bank als Hinterlegungsstelle für besonders sicher unterzubringende Gelder fungieren durfte. Aus der Notenbank wurde eine Vermögensverwaltungsbank mit einem umfangreichen Depot- und Effektengeschäft. Daneben war die Bank im Geldhandel zwischen Kreditinstituten sehr aktiv. Die Vergabe von Krediten an die Industrie und das Auslands- und Emissionsgeschäft blieben nach wie vor tabu.

### Wandel zur Kreditbank
In der Weltwirtschaftskrise kam die unter der Leitung von Hans Heinrich Hauck stehende Frankfurter Bank 1931 im Gegensatz zu vielen anderen Banken nicht in Existenznot, eben weil sie keine Kreditbeziehungen zur Industrie unterhielt. Nach dem Zweiten Weltkrieg und der Währungsreform im Jahr 1948 wurde das Haus völlig neu ausgerichtet. Nach dem Eintritt leitender Mitarbeiter der ehemaligen Reichs-Kredit-Gesellschaft unter der Führung von Hermann Jannsen wandelte sich die Frankfurter Bank zur überregionalen Kreditbank. Besonders das Geschäft mit deutschen und ausländischen Großunternehmen sowie das kommerzielle Auslandsgeschäft wuchsen stark. 1962 richtete die bis dahin filiallose Bank erstmals Zweigniederlassungen ein.

## Personen
- Hanns Schroeder-Hohenwarth, Vorstand und später BdB-Präsident
- Rolf-Dieter Postlep, Lehrling zum Bankkaufmann, ehemaliger Präsident der Universität Kassel
- Rudolf Winterwerb, 1899 bis 1931 Direktor und Vorstandsmitglied der Frankfurter Bank
- Constantin Alexander Scharff (1816–1900), 1872 bis 1889 Präsident der Frankfurter Bank
- Wolfgang J. L. Graebner (* 1936), Geschäftsinhaber der Berliner Handels- und Frankfurter Bank